# Lijst van ridders in de Militaire Willems-Orde
Hieronder volgt een lijst van ridders in de Militaire Willems-Orde die een lemma hebben op de Nederlandstalige Wikipedia.

## A
| - Johan D.C.C.W. d'Ablaing van Giessenburg - Pieter Jacobus Ackermans | - Andries Laurens Akersloot van Houten - Miguel Ricardo de Álava y Esquivel - Johannes Allatus Anemaet | - Sebastiaan Anemaet - Hendrik Willem Anemaet | Na 1940 - Aart Alblas - Johannes Anemaet - Dirk Lucas Asjes - Pierre Louis d'Aulnis de Bourouill |

## B
| - Thomas Baker - Jan Jozua Barendsen - Anton Becking - Diederik Jacobus den Beer Poortugael - Adriaan Bijleveld - Johan Wilhelm Blanken | - Willem Boetje - Willem François Boreel - Pieter ten Bosch - D. Bos - Isaac van den Bosch - Huibert Gerard Boumeester (militair) | - Aegidius van Braam - Désiré Lambert de Brabant - Constantijn Philip de Brauw - Marcus Busch - Willem Frederik van Bylandt | Na 1940 - Bartele Broer Bakker - Bernardus Beekmans - Tede Beets - Cornelis Hendrik van Bemmel - Arie Dirk Bestebreurtje - Pitty Beukema toe Water - Tobias Biallosterski - Charles Billingslea - Jan van Bijnen - Thomas Howell Binford - Robert Blankenship - Antonie Hubertus Bodaan - Isaac Helenus Bolman - Johannes Borghouts - Martinus Bouman - Garrelt van Borssum Buisman - Charles King Boyd - Halbe Brandsma - Hendrik Brinkgreve - Gerard Bruggink - Kees Brouwer - Hugo Burgerhout - Anton Bussemaker |

## C
| - François de Casembroot - H.A.L. de Castres - Hans Christoffel - Michiel Meyer Cohen | - Hendrikus Colijn - Herman Hendrik Timotheus Coops - Gijsbertus Martinus Cort Heyligers | - Johannes Jacobus Nicolaas Cramer - Hendrik Cramwinckel - Wilhelm Jan Cornelis Creutz Lechleitner - Arnoldus Croiset | Na 1940 - Charles Henry Chase - Johannes Carel Antonius Clasener - Richard Frank Wharton Cleaver - Julian Aaron Cook |

## D
| - Eeldert Christiaan van Daalen - Gotfried Coenraad Ernst van Daalen (1863-1930) - Edmond Willem van Dam van Isselt - Franciscus Darlang - Willem Carel Hendrik Dekker - Henry Demmeni | - Bernardus Johannes Cornelis Dibbets - Louis Guillaume Diepenheim - Johannes Didericus Doorman - Sipko Adriaan Drijber - Hendrik Frederik Karel Duycker | Na 1940 - August Gerard Deibel - Theo Dobbe - David Dobie - Gerard Adrianus Dogger - Karel Doorman - Joost Dourlein - Pieter Dourlein - Charles Douw van der Krap - Arie van Driel - Jan van Dulm |

## E
| - Dominique Jacques de Eerens | - Jan Engelbert van Bevervoorde | - James Enslie | Na 1940 - Daniel Frank Elam Tevens - 1e Onafhankelijke Parachutistenbrigade (2006) |

## F
| - Hendrik Forstner van Dambenoy | - Siebert Rudolph van Franck | - Alphons Franssen Herderschee | Na 1940 - Jan Cornelis Adriaan Faber - Charly Forbes - Edward Simons Fulmer |

## G
| - Pieter Leonard de Gaay Fortman - François van Geen - Frederik Lambertus Geerling | - Albert Goblet d'Alviella - Antony Gooszen | - Frederik Alexander Adolf Gregory - Nicolaas Emanuel Frederik von Gumoëns | Na 1940 - Gerhard Julius Wilhelm Gelderman - Jos Gemmeke - Francis Truman Goodfellow - Hendrikus Abraham Waldemar Goossens - Jacobus Groenewoud |

## H
| - Robbert Louis de Haes - Anthonie Haga - Hendrik J C J van Heeckeren van Enghuizen - Jacobus Diderik Jan van der Hegge Spies | - Karel van der Heijden - Nicolaas Cornelis van Heurn - Joannes Benedictus van Heutsz - Jan Hulst - Jacob Hobein | - Melchior Hoek - Paulus Statius Reinier van Hooff | Na 1940 - Giovanni Narcis Hakkenberg - Lodewijk van Hamel - Wesley Harris - Erik Hazelhoff Roelfzema - Jacob Pieter van Helsdingen - Willem Frederik Hennink - Hette Wijtze Hettema - Albert Hoeben - Cornelis Pieter van den Hoek - Jan van Hoof - Willem Horsman - Jacobus van der Houwen |

## I
- Jan Willem Cornelis van Ittersum

## J
| - Frederik s'Jacob | - Coenraad Alexander de Jongh | Na 1940 - Frans Paul de Jager - Reinier Emil Jessurun - Glenn Jonas - Henk de Jonge |

## K
| - Frederik Knotzer - Johan Harmen Rudolf Köhler - Dirk Hendrik Kolff - Jan Kooi | - Aart Kool - Hendricus Petrus Koster - Willem Egbert Kroesen - Herman Petrus Krull - Anske Hielke Kuipers - Adrianus Johannes Kroef | Na 1940 - Willem Johannes Kenninck - William E Kero - Johan Frans Ketting Olivier - Harry William Osborn Kinnard - Wilford Hiram Kirk - Cornelis Knulst - Mauritz Christiaan Kokkelink - Albert Gerbens Koops Dekker - Henri Koot - Christoffel Krediet | Na 2000 - Marco Kroon |

## L
| - F.F.L.U. Last - J.C. Lamster | - Joseph Ledel | Na 1940 - Jan de Landgraaf - Willem Pieter Landzaat - Willem van Lanschot - Sjoerd Albert Lapré - Hans Larive - Cornelis Gerardus Lems - Paul T. Lester - Theo van Lier - Willem van Lier - Willem Adriaan de Looze |

## M
| - Jan Mallinckrodt - Maximiliaan Jacob de Man (1765-1838) - Adriaan Frans Meijer | - Arend Frederik Meijer - Carel Hendrik Meijer - Simon Pierre François Meijer | - Andreas Victor Michiels - Joannes Josephus van Mulken | Na 1940 - George Maduro - Kenneth Mayhew - Gerard Migchelbrink - Johannes Kroese Meijer - Hendrik Jan Mulder - Johan Nicolaas Mulder - Joseph Myers |

## N
| - Huibert Gerard Nahuys van Burgst - Jan Floris Hendrik Carel van Nassau la Lecq | - Gerrit Jacobus Engelbertus Nauta - Johannes Coenradus Ninaber | - Wilhelm Christiaan Nieuwenhuijzen | Na 1940 - Christiaan Navis |

## O
| - Hermanus Oortwijn | Na 1940 - Cornelis Marinus Oome - Hans van Oostrom Soede - Frits Jan Willem den Ouden - Marinus den Ouden - Jan van Oudheusden - Roelof Overakker |

## P
| - Johannes Ludovicius Jakobus Hubertus Pel | - Jacobus Cornelis van de Polder | Na 1940 - Edward Parker - Adriaan Paulen - Jan Peelen - Jan Mathijs Peters - Cornelis Plaatzer - Johannes Bernardus Plasschaert - Conrad Valentin Posthumus |

## Q
| - Huibert Quispel |

## R
| - Jean Jacques Rambonnet - Karel Wilhelm Rauh - Hendrik Wilhelm Carel Reyneke van Stuwe - Carel Jan Riesz | - Johannes Isaak de Rochemont - Marinus Bernardus Rost van Tonningen - Abraham Rutgers van der Loeff | Na 1940 - Andrias Antonius Marinus van Rest - Hugo Rijhiner - Ary Romijn - Albert Harold Rooks - Willem de Roos - Piet Roubos | Na 2000 - Roy de Ruiter |

## S
| - Gijsbert van der Sande - Johan Daniel Saueressig - Franciscus Maria Amandus van Schaeck Mathon - W A Schenk - Willem Anne Schimmelpenninck van der Oye - Joseph Heinrich Leo Schneiders - Jan Schummelketel - Marinus Segov | - Jan Semmelink - Jan Elias Nicolaas Sirtema van Grovestins - Johan de Sitter - Abraham Johannes de Smit van den Broecke - Johannes Cornelis Jacobus Smits - Frederik Johannes Sorg - François Souvenay | - Johannes Theodorus van Spengler - Frederik Jan Stokhuyzen - François Vincent Henri Antoine de Stuers - Hubert Joseph Jean Lambert de Stuers - Floris Willem van Styrum - Henri Nicolas Alfred Swart - Jan van Swieten - Gerard Regnier Gerlacius van Swinderen | Na 1940 - Kees van de Sande - Heije Schaper - Liepke Scheepstra - Willem Schuiling - Herbert Edgar Schulman - Pieter Jacob Six - Cornelis Johannes Henricus Sleegers - Cornelis Jacobus Snijders - Tivadar Emile Spier - Johannes van Staveren - Philippus Bernardus Maria van Straelen - Nico Leonard Willem van Straten - Bernardus Swagerman |

## T
| - Henri Antoine Termijtelen - Johannes Cornelis Termijtelen - Gijsbert H T à Thuessink vd Hoop van Slochteren | - Lodewijk Thomson - Andries Jan Jacob des Tombe - Vincent J R van Tuyll van Serooskerken | Na 1940 - Maxwell Davenport Taylor - Peter Tazelaar - Dewitt S. Terry - Benjamin Vincent Thomlinson - Johannes Franciscus Cornelis Toelen - Chris Tonnet - Reuben Henry III Tucker | Na 2000 - Gijs Tuinman |

## U
| - Peter Frederik Uhlenbeck | - Jan Nicolaas Martinus Umbgrove | Na 1940 - Johan Heinrich Christoffel Ulrici |

## V
| - Joor Bastiaan Verheij - Gustave Marie Verspyck | - Rudolph Berend Visser - Jan Hendrik Voet | - Jan Willem Cornelis Vuijk | Na 1940 - Henk Veeneklaas - Antonius Franciscus van Velsen - Marinus Vooren - Harry Frederik Voss |

## W
| - Pieter Frederik Waldeck - Willem Johannes Philippus van Waning - Geerlof Wassink - Peter Hermanus van der Wedden - August Willem Philip Weitzel | - Johannes Vallentin Dominicus Werbata - Louis Constant Westenenk - Carel van der Wijck - Frederik Joan Theodorus van der Wijck | - Christiaan Philip Winckel - Johan Pieter van Woensel | Na 1940 - Simon de Waal - Ferdinand Hendrik Warnaars - Waverly Wray |

## Z
| - Tjeerd van der Zee | Na 1940 - geen |

## Buitenlanders
- Steve Archie Chappuis, 1946
- Richard Frank Wharton Cleaver, 1945

## Bron
- G.C.E. Köffler. De Militaire Willemsorde 1815-1940. Algemene Landsdrukkerij. Den Haag en P.G.H. Maalderink. De Militaire Willems-Orde sinds 1940.